# Levantamento de peso nos Jogos Pan-Americanos de 2019 - Até 81 kg masculino
A categoria até 81 kg masculino do levantamento de peso nos Jogos Pan-Americanos de 2019 foi disputada em 28 de julho  no Coliseo Mariscal Caceres, em Lima. 

## Calendário
Horário local (UTC-5).
| Data        | Horário | Fase  |
| ----------- | ------- | ----- |
| 28 de julho | 19:30   | Final |

## Medalhistas
| Ouro   | COL Brayan Rodallegas |
| Prata  | DOM Zacarias Bonnat   |
| Bronze | USA Harrison Maurus   |

## Resultados
| Pos.              | Halterofilista                 | Grupo | Arranque (kg) | Arremesso (kg) | Total (Kg) |
| ----------------- | ------------------------------ | ----- | ------------- | -------------- | ---------- |
| Medalha de ouro   | COL Brayan Rodallegas          | A     | 167           | 196            | 363        |
| Medalha de prata  | DOM Zacarias Bonnat            | A     | 160           | 200            | 360        |
| Medalha de bronze | USA Harrison Maurus            | A     | 155           | 195            | 350        |
| 4                 | USA Christian Rodriguez Ocasio | A     | 152           | 175            | 327        |
| 5                 | PAN Eustaciano Arías           | A     | 130           | 155            | 285        |
| 6                 | PUR Alexander Hernández        | A     | 0             | —              | DNF        |